# اورا گاتامه
اورا گاتامه (به ژاپنی: 裹固)-(به انگلیسی: Ura gatame) یکی از فنون و تکنیک‌های دستهٔ کاتامه-وازا رشتهٔ ورزشی جودو است که در زیردستهٔ اوسای‌کومی-وازا دسته‌بندی می‌شود. 